# Chen Peiqiu
Chen Peiqiu (xinès tradicional: 陳佩秋, xinès simplificat: 陈佩秋, pinyin: Chén Pèiqiū; Nanyang, Henan, 29 de desembre de 1922 - Xangai, 26 de juny de 2020) va ser una pintora de cal·ligrafia i guohua xinesa, considerada sovint la principal pintora xinesa. Ella i el seu marit Xie Zhiliu van ser una de les parelles més famoses de les arts visuals xineses. El govern de Xangai els va dedicar un museu a Nanhui New City.

## Biografia
Chen Peiqiu va néixer l'any 1922 a Nanyang, a la província de Henan. Durant la Segona Guerra sinojaponesa la seva família es va refugiar a Kunming, província de Yunnan. Durant la seva infantesa va tenir la influència de la seva mare, que era artista, però ella es va interessar en enginyeria, ja que pensava que seria més beneficiós per a la societat. Tot i que va ser acceptada pel departament d'enginyeria de la National Southwestern Associated University, la seva família es va oposar la seva elecció i va forçar el seu trasllat al departament d'economia. Va acabar no assistint a la universitat.
Durant Segona Guerra Mundial, Kunming va ser un centre important per als refugiats de tota la Xina. Chen Peiqiu va assistir a una exposició d'art de Huang Junbi, un pintor destacat de l'escola Lingnan. Amb els ànims de Huang, es va presentar a l'Acadèmia Nacional d'Art (actual Acadèmia d'Art de la Xina a Hangzhou) i va ser acceptada. La van influir el professor Li Keran i altres artistes que van ensenyar a l'acadèmia. Va estudiar pintura xinesa (guohua) i es va graduar l'any 1950.
Chen es va especialitzar en la pintura tradicional xinesa, especialment el paisatge, les flors i els ocells, tot i que també estava interessada en l'impressionisme i el postimpressionisme. Va exposar a la primera Biennal de Xangai del 2000.
Estava casada amb el famós pintor Xie Zhiliu (1910-1997), amb qui sovint va col·laborar. Són una de les parelles més conegudes de l'art xinès.
L'any 1998 el Museu d'Art de Hong Kong va dedicar una gran exposició a la parella artística, amb més de 160 obres que incloïen figura, ocells i flors, paisatges i animals. Els comissaris van voler destacar la representació lliure i alhora meticulosa dels dos pintors i la seva capacitat, tot i el seu arrelament a la tradició pictòrica xinesa, obrir nous horitzons.

## Mercat d'art
Chen Peiqiu és una de les dones artistes modernes més destacades de la Xina. Ha estat inclosa a totes les edicions de la llista d'art d'Hurun d'artistes xinesos vius més venuts en subhasta, des dels seus inicis fins a la seva mort el 2020. El 2016 va ocupar el lloc número 16 de la llista amb unes vendes de 7,9 milions de dòlars estatunidencs. Només tres dels 100 millors artistes de la llista eren dones i, d'aquestes, Chen Peiqiu era la millor classificada. Una de les seves pintures paisatgístiques es va vendre el 2014 per 3,4 milions de dòlars.

## Guardons i distincions

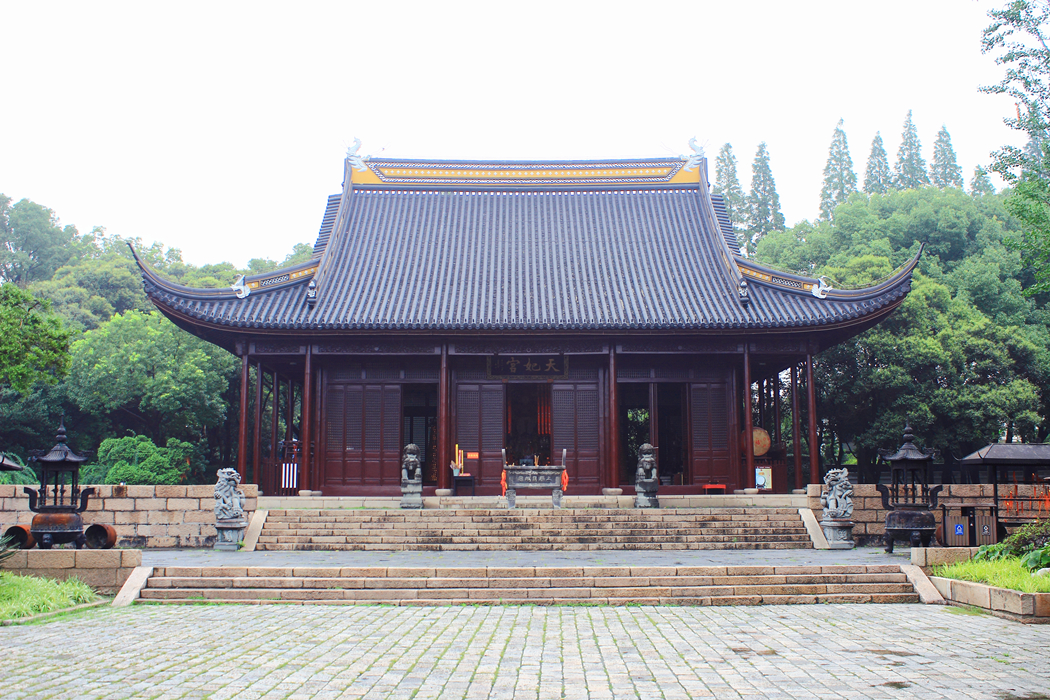
Palau Tianfei a Songjiang

A finals del 2014, Chen Peiqiu va ser guardonada amb el Premi Art i Literatura de Xangai. L'any següent el govern municipal de Xangai va obrir la galeria d'art Xie Zhiliu i Chen Peiqiu en honor de la parella d'artistes a la ciutat nova de Nanhui, Pudong. Algunes de les seves cal·ligrafies també es conserven al palau Tianfei, al parc Fangta del districte de Songjiang (Xangai).